# Keiko Tanaka
Keiko Tanaka-Ikeda (田中-池田 敬子?, Tanaka-Ikeda Keiko; Mihara, 11 novembre 1933 – Kawasaki, 13 maggio 2023) è stata una ginnasta giapponese.

## Palmarès

### Olimpiadi
- 1 medaglia:
  - 1 bronzo (Tokyo 1964 a squadre)

### Mondiali
- 8 medaglie:
  - 1 oro (Roma 1954 nella trave)
  - 1 argento (Dortmund 1966 nelle parallele asimmetriche)
  - 6 bronzi (Mosca 1958 nella trave; Mosca 1958 nel corpo libero; Praga 1962 nella trave; Praga 1962 a squadre; Dortmund 1966 nel concorso completo; Dortmund 1966 a squadre)